# Alexander O. Anderson
Alexander Outlaw Anderson, född 10 november 1794 i Jefferson County, Sydvästterritoriet (numera Tennessee), död 23 maj 1869 i Knoxville, Tennessee, var en amerikansk demokratisk politiker och jurist. Anderson representerade delstaten Tennessee i USA:s senat 1840-1841.
Han var son till Joseph Anderson och Patience Outlaw. Han föddes i familjens hem Soldier's Rest. Fadern var först domare och sedan senator för Tennessee 1797-1815.
Alexander O. Anderson studerade vid Washington College i Greeneville. Han deltog i 1812 års krig. Han studerade sedan juridik i Washington, D.C. och inledde 1814 sin karriär som advokat i Dandridge, Tennessee.
Senator Hugh Lawson White avgick i januari 1840. Anderson tillträdde i februari 1840 som senator. Han ställde inte upp till omval följande år. Whigpartiet nominerade Spencer Jarnagin till Andersons efterträdare. En grupp politiker känd som "The Immoral Thirteen" lyckades försena valet av Andersons efterträdare i över två år och först 1843 kunde delstatens lagstiftande församling välja Jarnagin till senaten. Tretton demokrater i den lagstiftande församlingen hade föredragit ingen senator alls till en whig.
Anderson flyttade 1849 till Kalifornien. Där var han ledamot av delstatens senat 1850-1851. Han var domare i Kaliforniens högsta domstol 1851-1853. Han återvände sedan till Tennessee. Han arbetade under några år som advokat i Washington, D.C. och under amerikanska inbördeskriget bodde han i Alabama. Efter kriget återvände han än en gång till Tennessee. Andersons grav finns på Old Gray Cemetery i Knoxville.